# Nadim Salem
Pour les articles homonymes, voir Salem.
Nadim Salem (نديم سالم), né le 18 décembre 1936 et mort le  27 avril 2008, est un homme politique libanais,,. 

## Biographie
Il est élu député grec catholique de Jezzine en 1972. Il prend part aux accords de Taëf en 1989 et est réélu député en 1992 et 1996, sur les listes du président du Parlement Nabih Berri.
Ministre d’État entre 1995 et 1996 et ministre de l’Industrie de 1996 et 1998 dans les gouvernements de Rafiq Hariri, il s’éloigne fortement de Nabih Berri, qui ne le reprend pas sur sa liste lors des élections de 2000.
En 2001 il rejoint le Rassemblement de Kornet Chehwane et devient quelques mois plus tard membre du comité exécutif du Mouvement du Renouveau Démocratique dirigé par Nassib Lahoud.
Nadim Salem est mort le 27 avril 2008 des suites d'une sclérose en plaques, après 13 mois de souffrance. Ses obsèques ont lieu à l’archevêché grec-catholique de Beyrouth, rue de Damas.